# 제1차 세계 대전의 기갑전투차량 목록
다음은 1918년까지 생산된 장갑차 및 전차가 포함된 기갑 전투 차량 목록이다. 대부분 제1차 세계 대전 중에 사용된 물건이다. 괄호 안의 숫자는 생산 숫자를 뜻한다.

## 프랑스
- 슈나이더 CA1 (400)
- 생샤몽 (400)
- 르노 FT-17 (3,694)
- 샤르 2C (10)

## 독일
- A7V (20)
- 뷔테 전차 (마크1 ~ 마크4)

### 전차 개발 프로젝트
- A7V-U (1)
- K 전차
- 슈투름판저바겐 오버쉴레지엔(Sturmpanzerwagen Oberschlesien)

## 영국

### 전차
- 마크 1 (156)
- 마크 2 (50)
- 마크 3 (50)
- 마크 4 (1,220)
- 마크 5 (1,242)
- 마크 8 전차 (124)
- 중형 마크 A 휘펫 (200)
- 중형 마크 B (102)
- 중형 마크 C (50)

### 전차 개발 프로젝트
- 마크 6
- 플라잉 엘레판트

### 자주포
- 건캐리어 마크 1 (48)

### 장갑 회수차
- 건캐리어 크레인 (2)

### 장갑차
- 오스틴 장갑차
- 랜체스터 4x2 장갑차
- 롤르로이스 장갑차

### 병력수송차
- 마크 9 (34)

## 미국
- 스켈레톤 전차
- 스팀 전차

## 러시아

### 전차
- 베드데호트 (알렉산데르 포로호브쉬치코프가 설계한 시험형)
- 차르 전차 (N. 레벤덴코가 설계한 시험형)
- V.D. 멘델레예프의 전차 (프로젝트)
- 리빈스크 보르크스의 전차(프로젝트)

### 장갑차
- 오스틴 장갑차
- 오스틴-케그리쎄 장갑차 (시험용만 생산)
- 가포드-푸틸로프 장갑차
- 이조르스키-피아트 장갑차
- 므게브로프-르노 장갑차

## 참고 문헌
다음은 영어판의 참고 문헌이다.
- Bass, Eric (2006). German Panzers 1914-18. Osprey Publishing. p. 232. ISBN 1841769452.
- Foley, John (1967). A7V Sturmpanzerwagen. Great Bookham, UK: Profile Publications.
- Foss, Christopher F. (2003). The Encyclopedia of Tanks and Armoured Fighting Vehicles. Staplehurst, UK: Spellmount. p. 232. ISBN 1862271887.
- Hogg, Ian V., and Weeks, John. The Illustrated Encyclopedia of Military Vehicles.  London: Hamlyn, 1980. ISBN 0600331954

## 같이 보기
- 기갑 전투 차량 목록